# Cantón de Lannilis
El cantón de Lannilis era una división administrativa francesa, que estaba situada en el departamento de Finisterre y la región de Bretaña.

## Composición
El cantón estaba formado por cinco comunas:
- Guissény
- Landéda
- Lannilis
- Plouguerneau
- Tréglonou

## Supresión del cantón de Lannilis
En aplicación del Decreto n.º 2014-151 de 13 de febrero de 2014, el cantón de Lannilis fue suprimido el 22 de marzo de 2015 y sus 5 comunas pasaron a formar parte; tres del nuevo cantón de Plabennec y dos del nuevo cantón de Lesneven.